# Horn János
Horn János, Horn János Frigyes (Budapest, 1881. október 21. – Budapest, 1958. szeptember 26.) gyümölcstermesztő, kertész, növénynemesítő, főiskolai tanár.

## Életrajza
A Kertészeti Tanintézet elvégzése után külföldi tanulmányútra ment, onnan hazatérve 1904-től a nagybocskói kertmunkás iskolánál működött. 1905-ben az első hazai gyümölcskísérleti telep vezető kertésze.
1913-tól a Kertészeti Tanintézet főkertésze, a Tanácsköztársaság alatt az intézmény igazgatója lett és szervezte annak főiskolává való átalakítását. Ezért a tevékenységéért később  háttérbe szorították, és csak 1925-ben került vissza a felsőoktatáshoz. 1944-től a Kertészeti és Szőlészeti Főiskolán az általános gyümölcstermesztési tanszék vezetője. 1948-ban vonult nyugdíjba. Halálát szívkoszorúér-elzáródás okozta.

## Munkássága
A kertészeti szakoktatás mellett igen jelentős kertészeti szakirodalmi tevékenysége, a gyümölcsészeti irodalom népszerűsítése.
A Kerekes Lajos által szerkesztett Pomológia sorozatban fajtaleírásokat készített (Alma, Körte, Őszibarack).

## Családja
Szülei Horn Ede és Egan Róza. Testvére Klaniczay Sándorné Horn Rózsi. Fia Horn Ede (1916–2001) kertészmérnök, pomológus, kandidátus és Horn János. Leánya Moldoványiné Horn Erzsébet. Felesége Unberáth Erzsébet volt, akivel 1907-ben kötött házasságot Dobrán.

## Főbb munkái
- Gyümölcstermesztés. Kézikönyv szakiskolák és a művelt közönség számára. Aranyozott vászonkötésben is. A szöveg közé nyomtatott 112 ábrát Utschig Antal rajzolta. (Bp., 1921)
- Edényben nevelt gyümölcsfák termesztése. (A Magyar Kertészet Kézikönyvtára. Bp., 1926)
- Mezőgazdasági és ipari ismeretek. A polgári fiúiskolák 2. osztálya számára. Jaszovszky Miklóssal. (Bp., 1928; 2. kiad. 1935; és 1939; 1944)
- Akác nevelése. (Növényvédelem és Kertészet, 1931)
- Családi ház gyümölcsöskertje. (Mezőgazdasági és Kertészeti Könyvtár. 3. Bp., 1931)
- Gyümölcstermesztésünk fejlesztése. 1 színes térképmelléklettel. (Kincses Kalendáriom, 1932)
- Gyümölcstermesztési rádiótanfolyam. Jeszenszky Árpáddal, Kerekes Lajossal. (Rádiós Gazdasági Előadások. 6. Bp., 1933; 2–3. kiad. 1936; 4. kiad. 1939; 5. kiad. 1942)
- Gyümölcsfák nyesése. (Növényvédelem és Kertészet Könyvtára. 2. Bp., 1934)
- Törpe- és alakfák nevelése és nyesése. (Növényvédelem és Kertészet Könyvtára. 5. Bp., 1935)
- Alma termesztése. (Növényvédelem és Kertészet Könyvtára. 9. Bp., 1936; 2. kiad. 1943)
- Körte termesztése. (Növényvédelem és Kertészet Könyvtára. 10. Bp., 1936; 2. kiad. 1940)
- Szilva termesztése. (Növényvédelem és Kertészet Könyvtára. 11. Bp., 1936)
- Őszibarack. A fajtákat leírta H. J., a gyümölcsképeket a természet után festette Kochné Klopfer Erzsébet. A bevezetőt Rapaics Raymund írta. 40 művészi műnyomattal. (Pomológia. 1. Bp., 1937)
- Őszibarack termesztése. (Növényvédelem és Kertészet Könyvtára. 13. Bp., 1937)
- Alma. A fajtákat leírta H. J., a gyümölcsképeket a természet után festette Kochné Klopfer Erzsébet. A bevezetőt Rapaics Raymund írta. 40 művészi műnyomattal. (Pomológia. 3. Bp., 1937; 2. kiad. 1942)
- Gyümölcsfák átoltása. (Növényvédelem és Kertészet Könyvtára. 16. Bp., 1938; 2. kiad. 1943)
- Ribizke, köszméte, málna, szeder, szamóca termesztése. (Növényvédelem és Kertészet Könyvtára. 18. Bp., 1938; 2. kiad. 1942)
- Kajszi, cseresznye és meggy termesztés. (Növényvédelem és Kertészet Könyvtára. 21. Bp., 1939)
- Dió, mandula, mogyoró termesztés. (Növényvédelem és Kertészet Könyvtára. 23. Bp., 1940)
- Körte. A fajtákat leírta H. J., a gyümölcsképeket a természet után festette Kochné Klopfer Erzsébet. A bevezetőt Rapaics Raymund írta. 40 művészi műnyomattal. (Pomológia. 5. Az ötkötetes Pomológia sorozat együtt, közös tokban, kiadói aranyozott bőr mappában is. Bp., 1941)
- Gyümölcsfák terméketlensége és az időjárás. (Mezőgazdaság, 1941)
- Mesterfogások és szabályok a gyümölcsösben. (Növényvédelem és Kertészet Könyvtára. 25. Bp., 1941)
- Gyümölcsfaalanyok rendszerbe foglalása. – Termő gyümölcsfa és alanya. – A gyökérzet munkája. (Növényvédelem és Kertészet, 1942)
- Zöldség és gyümölcs elraktározása. (Növényvédelem és Kertészet Könyvtára. 26. Bp., 1942)
- Kertészet, szőlőművelés, borgazdaság. Többekkel. (Bp., 1943)